# Walton Enterprises
Walton Enterprises LLC är ett amerikanskt familjeägt förvaltningsbolag tillika investmentbolag som förvaltar delar av den amerikanska näringslivssläkten Waltons förmögenhet. I mars 2025 hade förvaltningsbolaget tillgångar på 225 miljarder amerikanska dollar, vilket gör att den till världens största family office efter tillgångar. Två månader tidigare rapporterades det om att Walton Enterprises ägde 37,3% av detaljhandelsföretaget Walmart, som grundades av bröderna Sam Walton och Bud Walton 1962.
Förvaltningsbolaget grundades 1983.